# Nikon D780
Nikon D780 — цифровой зеркальный фотоаппарат, анонсированный компанией Nikon 7 января 2020 года.

## Описание
Nikon D780 представляет собой цифровую зеркальную камеру с полнокадровой светочувствительной КМОП-матрицей с обратной засветкой формата Nikon FX (поддерживается возможность использования кроп-объективов Nikon DX) с разрешением 24,5 мегапикселей.
Фотоаппарат поддерживает изменение чувствительности в пределах 100-51200 ISO. Специальный режим позволяет расширить диапазон до 204800 ISO. Камера оборудована фазовой системой автофокусировкипо имеющей 51 точку (Nikon Advanced Multi-CAM 3500 II) с возможностью выбора зоны покрытия в 9, 21 и 51 точку и в режиме Live — View камера фокусируется при помощи гибридной фокусировки (фазовой / контрастной) расположенной на матрице. Доступны 273 точки либо 77 точек (через одну) фокусировки.
Камера позволяет сохранять снимки в форматах NEF (Raw) 12 и 14 Bit и JPEG, а также NEF+JPEG при использовании двух карт памяти параллельно. Для сохранения используются два слота для карт памяти SD с поддержкой SD XC II. Для подключения к видеотехнике предусмотрен HDMI-разъём. При подключении к компьютеру по USB камера позволяет сохранять снимки на компьютер сразу после нажатия кнопки затвора посредством специального программного обеспечения, работающего по протоколу PTP (например, GPhoto), по протоколам Wi-Fi.
Выход модели произошел в январе 2020 года.

## Отличия от Nikon D750
По сравнению с предыдущим Nikon D750, камера имеет модернизированный процессор EXPEED 6 (в D750 был EXPEED 4) и улучшенный КМОП-датчик, который обеспечивает лучшую производительность при низкой освещённости (D750 имеет диапазон ISO 100-12800, а D780 имеет диапазон 100-51200) и более короткую минимальную выдержку — 1/8000 (по сравнению с 1/4000 на D750). Для непрерывной съёмки D780 может снимать до 7 кадров в секунду, в то время как D750 был способен снимать только до 6,5 кадров в секунду. В режиме «live view» возможна непрерывная съёмка до 12 кадров в секунду. Хотя у камеры нет встроенной вспышки, как у D750, у него есть стандартный горячий башмак для использования с внешней вспышкой. Благодаря порту USB Type-C (в D750 использовался фирменный USB 2.0) камера может заряжать аккумулятор EN-EL15b через USB-шнур.

## Критика
Издание DPReview, в своем обзоре, выставило камере 87 баллов, отметив что камера подойдет тем кому кто ищет DSLR как для фото, так и для видеосъемки, но не подойдет тем кому нужна встроенная стабилизация и небольшой легкий корпус.